# 三船神社
三船神社（みふねじんじゃ）は、和歌山県紀の川市にある神社。

## 祭神
- 主祭神 - 木霊屋船神、太玉命、彦狭知命
- 配祀神 - 応神天皇、仲哀天皇、神功皇后、三筒男命

## 歴史
当社は崇神天皇の時代に、天皇の皇女である豊入日売命により創祀されたと伝えられる。もとは高野山領荒川（安楽川）荘の鎮守社として荘内の黒川（現・紀の川市桃山町黒川）に鎮座していたという。
『紀伊国神名帳』には「正一位御船大神」と記され、鳥羽法皇や美福門院から篤く信仰されていたとする。
その後、善田の奥宮、神田の中宮、古宮を経て、現在地である神田に遷座したという。
天正年間（1573年 - 1592年）の始め頃に社殿が焼失したが、天正19年（1591年）に高野山の木食応其上人により本殿（重要文化財）が再建された。
明治時代の末頃に旧安楽川村四ヶ大字の各神社の祭神を合祀している。
社殿は1972年（昭和47年）10月より2ヶ年にわたり文化財保護法による解体復原修理が行われ、2003年（平成15年）より2ヶ年にわたり今度は屋根葺替・塗装修理が行われた。

## 境内
- 本殿（重要文化財[4]） - 天正19年（1591年）に木食応其により再建。三間社流造。檜皮葺。和歌山県下における華麗な桃山時代の形式、手法を示す社殿として価値のある遺構である[1]。
- 神饌所
- 神楽殿
- 宝蔵
- 中門
- 社務所
- 舞台

### 摂末社
- 丹生明神社（重要文化財）- 祭神：丹生都比売命。摂社。慶長4年（1599年）建立。一間社隅木入春日造。檜皮葺。
- 高野明神社（重要文化財）- 祭神：高野御子神。摂社。慶長4年（1599年）建立。一間社隅木入春日造。檜皮葺。

## 文化財

### 重要文化財
- 三船神社 3棟
  - 本殿
  - 摂社丹生明神社本殿
  - 摂社高野明神社本殿

## 祭事
- 10月第3日曜日「三船神社の秋祭り[5]」

## 所在地
- 和歌山県紀の川市桃山町神田101

## アクセス
- JR和歌山線下井阪駅より徒歩約20分